# Premi BAFTA 2002
La 55ª edizione dei British Academy Film Awards, conferiti dalla British Academy of Film and Television Arts alle migliori produzioni cinematografiche del 2001, ha avuto luogo il 24 febbraio 2002.

## Vincitori e candidati
Mentre due film svettavano in cima alla lista dei più nominati, ossia Il Signore degli Anelli - La Compagnia dell'Anello e Moulin Rouge!, con 12 candidature ciascuno, i premi si distribuirono equamente tra più produzioni. Il primo episodio della saga de Il Signore degli Anelli diretto da Peter Jackson ottenne quattro premi, tra cui miglior film e miglior regista, Moulin Rouge! ne ottenne due, così come A Beautiful Mind e l'inglese Gosford Park, eletto miglior film britannico.
L'attore Eddie Murphy ottenne una nomination come miglior attore non protagonista per Shrek, fu la prima volta che una performance di doppiaggio venne inserita in una delle cinquine riservate ai migliori attori.

### Miglior film
- Il Signore degli Anelli - La Compagnia dell'Anello (The Lord of the Rings: The Fellowship of the Ring), regia di Peter Jackson
- A Beautiful Mind, regia di Ron Howard
- Il favoloso mondo di Amélie (Le fabuleux destin d'Amélie Poulain), regia di Jean-Pierre Jeunet
- Moulin Rouge!, regia di Baz Luhrmann
- Shrek, regia di Andrew Adamson e Vicky Jenson

### Miglior film britannico
- Gosford Park, regia di Robert Altman
- Il diario di Bridget Jones (Bridget Jones's Diary), regia di Sharon Maguire
- Harry Potter e la pietra filosofale (Harry Potter and the Philosopher's Stone), regia di Chris Columbus
- Iris - Un amore vero (Iris), regia di Richard Eyre
- Me Without You, regia di Sandra Goldbacher

### Miglior film non in lingua inglese
- Amores perros, regia di Alejandro González Iñárritu • Messico
- Disperato aprile (Abril Despedaçado), regia di Walter Salles • Brasile
- Il favoloso mondo di Amélie (Le fabuleux destin d'Amélie Poulain), regia di Jean-Pierre Jeunet • Francia
- Monsoon Wedding - Matrimonio indiano (Monsoon Wedding), regia di Mira Nair • India
- La pianista (La pianiste), regia di Michael Haneke • Francia

### Miglior regista
- Peter Jackson – Il Signore degli Anelli - La Compagnia dell'Anello (The Lord of the Rings: The Fellowship of the Ring)
- Robert Altman – Gosford Park
- Ron Howard – A Beautiful Mind
- Jean-Pierre Jeunet – Il favoloso mondo di Amélie (Le fabuleux destin d'Amélie Poulain)
- Baz Luhrmann – Moulin Rouge!

### Miglior attore protagonista
- Russell Crowe – A Beautiful Mind
- Jim Broadbent – Iris - Un amore vero (Iris)
- Ian McKellen – Il Signore degli Anelli - La Compagnia dell'Anello (The Lord of the Rings: The Fellowship of the Ring)
- Kevin Spacey – The Shipping News
- Tom Wilkinson – In the Bedroom

### Miglior attrice protagonista
- Judi Dench – Iris - Un amore vero (Iris)
- Nicole Kidman – The Others
- Sissy Spacek – In the Bedroom
- Audrey Tautou – Il favoloso mondo di Amélie (Le fabuleux destin d'Amélie Poulain)
- Renée Zellweger – Il diario di Bridget Jones (Bridget Jones's Diary)

### Miglior attore non protagonista
- Jim Broadbent – Moulin Rouge!
- Hugh Bonneville – Iris - Un amore vero (Iris)
- Robbie Coltrane – Harry Potter e la pietra filosofale (Harry Potter and the Philosopher's Stone)
- Colin Firth – Il diario di Bridget Jones (Bridget Jones's Diary)
- Eddie Murphy – Shrek

### Miglior attrice non protagonista
- Jennifer Connelly – A Beautiful Mind
- Judi Dench – The Shipping News
- Helen Mirren – Gosford Park
- Maggie Smith – Gosford Park
- Kate Winslet – Iris - Un amore vero (Iris)

### Miglior sceneggiatura originale
- Jean-Pierre Jeunet e Guillaume Laurant – Il favoloso mondo di Amélie (Le fabuleux destin d'Amélie Poulain)
- Alejandro Amenábar – The Others
- Wes Anderson e Owen Wilson – I Tenenbaum (The Royal Tenenbaums)
- Julian Fellowes – Gosford Park
- Baz Luhrmann e Craig Pearce – Moulin Rouge!

### Miglior sceneggiatura non originale
- Ted Elliott, Terry Rossio, Joe Stillman e Roger S. H. Schulman – Shrek
- Richard Eyre e Charles Wood – Iris - Un amore vero (Iris)
- Helen Fielding, Andrew Davies e Richard Curtis – Il diario di Bridget Jones (Bridget Jones's Diary)
- Akiva Goldsman – A Beautiful Mind

### Miglior fotografia
- Roger Deakins – L'uomo che non c'era (The Man Who Wasn't There)
- Bruno Delbonnel – Il favoloso mondo di Amélie (Le fabuleux destin d'Amélie Poulain)
- Sławomir Idziak – Black Hawk Down - Black Hawk abbattuto
- Andrew Lesnie – Il Signore degli Anelli - La Compagnia dell'Anello (The Lord of the Rings: The Fellowship of the Ring)
- Donald McAlpine – Moulin Rouge!

### Migliori scenografie
- Aline Bonetto – Il favoloso mondo di Amélie (Le fabuleux destin d'Amélie Poulain)
- Stephen Altman – Gosford Park
- Stuart Craig – Harry Potter e la pietra filosofale (Harry Potter and the Philosopher's Stone)
- Grant Major – Il Signore degli Anelli - La Compagnia dell'Anello (The Lord of the Rings: The Fellowship of the Ring)
- Catherine Martin – Moulin Rouge!

### Migliori musiche
- Craig Armstrong e Marius De Vries – Moulin Rouge!
- Angelo Badalamenti – Mulholland Drive
- Harry Gregson-Williams e John Powell – Shrek
- Howard Shore – Il Signore degli Anelli - La Compagnia dell'Anello (The Lord of the Rings: The Fellowship of the Ring)
- Yann Tiersen – Il favoloso mondo di Amélie (Le fabuleux destin d'Amélie Poulain)

### Miglior montaggio
- Mary Sweeney – Mulholland Drive
- Jill Bilcock – Moulin Rouge!
- John Gilbert – Il Signore degli Anelli - La Compagnia dell'Anello (The Lord of the Rings: The Fellowship of the Ring)
- Pietro Scalia – Black Hawk Down - Black Hawk abbattuto
- Hervé Schneid – Il favoloso mondo di Amélie (Le fabuleux destin d'Amélie Poulain)

### Migliori costumi
- Jenny Beavan – Gosford Park
- Colleen Atwood – Planet of the Apes - Il pianeta delle scimmie (Planet of the Apes)
- Ngila Dickson – Il Signore degli Anelli - La Compagnia dell'Anello (The Lord of the Rings: The Fellowship of the Ring)
- Judianna Makovsky – Harry Potter e la pietra filosofale (Harry Potter and the Philosopher's Stone)
- Catherine Martin e Angus Strathie – Moulin Rouge!

### Miglior trucco e acconciature
- Il Signore degli Anelli - La Compagnia dell'Anello (The Lord of the Rings: The Fellowship of the Ring) – Peter Owen, Peter King, Richard Taylor
- Harry Potter e la pietra filosofale (Harry Potter and the Philosopher's Stone) – Amanda Knight, Eithne Fennel, Nick Dudman
- Gosford Park – Sallie Jaye, Jan Archibald
- Moulin Rouge! – Maurizio Silvi, Aldo Signoretti
- Planet of the Apes - Il pianeta delle scimmie (Planet of the Apes) – Rick Baker, Toni G, Kazuhiro Tsuji

### Miglior sonoro
- Moulin Rouge! – Andy Nelson, Anna Behlmer, Roger Savage, Guntis Sics, Gareth Vanderhope, Antony Gray
- Black Hawk Down - Black Hawk abbattuto – Chris Munro, Per Hallberg, Michael Minkler, Myron Nettinga, Karen M. Baker
- Harry Potter e la pietra filosofale (Harry Potter and the Philosopher's Stone) – John Midgley, Eddy Joseph, Ray Merrin, Graham Daniel, Adam Daniel
- Il Signore degli Anelli - La Compagnia dell'Anello (The Lord of the Rings: The Fellowship of the Ring) – David Farmer, Hammond Peek, Christopher Boyes, Gethin Creagh, Michael Semanick, Ethan Van der Ryn, Mike Hopkins
- Shrek – Andy Nelson, Anna Behlmer, Wylie Stateman, Lon Bender

### Migliori effetti speciali
- Il Signore degli Anelli - La Compagnia dell'Anello (The Lord of the Rings: The Fellowship of the Ring) – Jim Rygiel, Richard Taylor, Alex Funke, Randall William Cook, Mark Stetson
- A.I. - Intelligenza artificiale (A.I. Artificial Intelligence) – Dennis Muren, Scott Farrar, Michael Lantieri
- Harry Potter e la pietra filosofale (Harry Potter and the Philosopher's Stone) – Robert Legato, Nick Davis, John Richardson, Roger Guyett, Jim Berney
- Moulin Rouge! – Chris Godfrey, Andy Brown, Nathan McGuinness, Brian Cox
- Shrek – Ken Bielenberg

### Miglior cortometraggio
- About a Girl, regia di Brian Percival
- Inferno, regia di Paul Kousoulides
- The Red Peppers, regia di Dominic Santana
- Skin Deep, regia di Yousaf Ali Khan
- Tattoo, regia di Jules Williamson

### Miglior cortometraggio d'animazione
- Dog, regia di Suzie Templeton
- Camouflage, regia di Jonathan Hodgson
- Home Road Movies, regia di Robert Bradbrook
- Tuesday, regia di Geoff Dunbar
- The World of Interiors, regia di Bunny Schendler

### Miglior esordio britannico da regista, sceneggiatore o produttore
- Joel Hopkins (regista) e Nicola Usborne (produttore) – Jump Tomorrow
- Steve Coogan e Henry Normal (sceneggiatori) – The Parole Officer
- Julian Fellowes (sceneggiatore) – Gosford Park
- Ruth Kenley-Letts (produttore) – Strictly Sinatra
- Jack Lothian (sceneggiatore) – Late Night Shopping
- Richard Parry (regista, co-sceneggiatore) – South West 9